# Putschhaus
Putschhaus war eine Ortslage in der bergischen Großstadt Wuppertal in Nordrhein-Westfalen in Deutschland. In der zweiten Hälfte des 19. Jahrhunderts ging der Name Putschhaus verloren und die Ortslage wurde Teil der sich ausbreitenden Straßensiedlung Jägerhaus.

## Lage und Beschreibung
Die Ortslage befand sich auf einer Höhe von 283 m ü. NHN im Wohnquartier Erbschlö-Linde an der heutigen Landesstraße 58 (ehemals Bundesstraße 51). Die Siedlung lag südlich der Ortschaft Werbsiepen in Höhe der Blombachtalbrücke, die das im Westen gelegene Blombachtal überspannt, durch das sowohl die Bundesautobahn 1 wie auch die Bahnstrecke Wuppertal-Oberbarmen–Opladen verlaufen. Weitere benachbarte Orte sind Linde, Marscheid, Blombach und Erbschlö.

## Geschichte
1832 gehörte Putschhaus zur Marscheider Rotte des ländlichen Außenbezirks der Stadt Ronsdorf. Der laut der Statistik und Topographie des Regierungsbezirks Düsseldorf als Einzelne Häuser kategorisierte Ort besaß zu dieser Zeit drei Wohnhäuser und zwei landwirtschaftliches Gebäude. Zu dieser Zeit lebten 18 Einwohner im Ort, zehn katholischen und acht evangelischen Glaubens.
Putschhaus lag an der Anfang des 19. Jahrhunderts neu gebauten Chaussee, die von Rittershausen über die Heckinghauser Zollbrücke und Lüttringhausen nach Lennep führte, die heutige Landesstraße 58 (ehemals Bundesstraße 51).
Bei Putschhaus wurde in den Jahren 1957 bis 1959 die Blombachtalbrücke errichtet. Das letzte Haus an dem ursprünglichen Wohnplatz Putschhaus ging in den 1960er Jahren ab.